# Private Media Group
Private Media Group, Inc. (NASDAQ: PRVT
) és una empresa mundial de pornografia que té la seu a Sant Cugat del Vallès, i que edita la revista Private. Aquesta revista fou editada a Estocolm (Suècia) el 1965 pel fotògraf Berth Milton.
Des de llavors, el Grup va llançar tres altres publicacions: Sex, Triple X i Pirate, especialitzada en fetitxisme i sadomasoquisme. A les últimes dècades, Private Group ha esdevingut una de les principals companyies del món del porno, amb més de 130 premis de la indústria pornogràfica. Alguns dels seus films més venuts són les de la sèrie Private Gladiator, Cleòpatra, Tatiana, The tower, Millionaire i Chateau. Moltes estrelles pornogràfiques van debutar o es van fer famoses treballant per a l'empresa, com Angel Dark, Silvia Saint, Sophie Evans, Tania Russof, Monica Sweetheart, i Nikki Anderson.